# Aman
J. R. R. Tolkien történeteiben Aman (az Áldott Birodalom) a legnyugatibb föld a világ határain belül. Ez a kontinens Középföldétől nyugatra fekszik, a Belegaeren – a Nagy Nyugati Tengeren – túl. 
Itt van a valák és a fény-tündék: a vanyák, a noldák és a telerek otthona. 
|  | Alább a cselekmény részletei következnek! |

Amant a Valák hozták létre még az Első Kor előtt, hogy megmentsék a Romlatlan Arda legalább egy kis szegletét, illetve a felébredő tündéket Melkor befolyásától. 
Almaren pusztulása után a valák elmenekültek Amanra és megalapították birodalmukat, amelyet Valinornak hívtak. Melkortól való félelmükben a kontinens keleti partjainál megteremtették a Pelóri hegységet – Arda legmagasabb hegyeit – és az Elvarázsolt Szigeteket. 
Az Első Kor előtt a tündék három népe ide vonult, hogy a valák irányítása alatt éljenek. A vanyák a legszentebb hegy, a Taniquetil lábán telepedtek le, a noldák főleg Tirionban, míg a telerek Alqualondë kikötővárosában éltek.
Ismeretlen okokból a valák két földet a Pelóri hegység védelmén kívül hagytak: északkeleten Araman, délkeleten pedig Avathar vidékét. Avathar egyik szurdokában rejtőzködött Ungoliath, az ősi sötétség szülötte óriási pók alakjában. Melkor az ő segítségével pusztította el Valinor Két Fáját.
Eärendil volt az első hajós, aki átjutott az Elvarázsolt Szigeteken. Azért jött Valinorba, hogy a valák segítségét kérje Melkor ellen, akit ekkor Morgothnak hívtak. Küldetése sikerrel járt, a valák ismét szembeszálltak Melkorral.
A noldák futása után két koron keresztül Valinor békében élt, amíg másodkor 3319-ben Ar-Pharazôn númenori király serege partra nem szállt a halhatatlanságot keresve. Ekkor a valák Ilúvatarhoz fordultak segítségért, aki kiemelte Valinort Ardából és a Földet gömbbé formálta. A Valinorba vezető egyetlen utat azóta kizárólag a tünde hajósok ismerik.